# Observaciones (Pierre Belon)

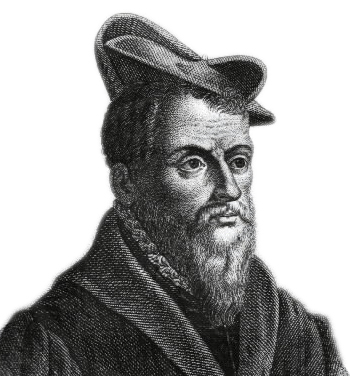
Pierre Belon, con 39 años, dibujado y grabado por Ambroise Tardieu, según el retrato que surge de Observaciones

Con el título Observaciones (Pierre Belon), este artículo informa sobre un libro escrito con el nombre de Les observations de plusieurs singularitez et choses memorables trouvées en Grèce, Asie, Judée, Egypte, Arabie et autres pays étranges. El citado documento es un trabajo de exploración etnográfica, botánica y zoológica, efectuado por Pierre Belon (1517-1564), un francés naturalista de Le Mans. En efecto, a partir de 1546, Belon viajó a través de Grecia, Asia Menor, Egipto, Arabia y Palestina, regresando a Francia en 1549.
Sus observaciones , con ilustraciones, fueron publicados por primera vez en 1553, y una segunda edición apareció en 1555. La obra fue traducida al latín por Charles de l'Écluse (Carolus Clusius) y publicado en 1589 bajo el título Petri Bellonii Cenomani plurimorum singularium et memorabilium rerum ... observationes. El texto latino fue reproducido como un apéndice del Exoticorum libri decem (1605) de Clusius.